# 杉原智則
杉原智則（すぎはら とものり）は日本のライトノベル作家。3月生まれ。鹿児島県出身。
2001年に『熱砂のレクイエム』でメディアワークス発行の電撃文庫よりデビューした。

## 作品リスト

### 電撃文庫
- 熱砂のレクイエム （電撃文庫、メディアワークス、2001年6月 - 2001年9月、全2巻）
  1. 鉄騎兵、跳ぶ！
  2. 協同戦線
- 頭蓋骨のホーリーグレイル （電撃文庫、メディアワークス、2002年7月 - 2003年3月、全3巻）
- ワーズ・ワースの放課後 （電撃文庫、メディアワークス、2003年9月 - 2003年10月、全2巻）
- 殿様気分でHAPPY! （電撃文庫、メディアワークス、2004年3月 - 2005年3月、全4巻）
- レギオン きみと僕らのいた世界 （電撃文庫、メディアワークス、2007年4月 - 2007年5月、全2巻）
- 烙印の紋章 （電撃文庫、アスキー・メディアワークス、2008年5月 - 2012年10月、全12巻）
- 放課後のフェアリーテイル （電撃文庫、アスキー・メディアワークス、2014年10月、単巻）
  1. ぼくと自転車の魔法使い
- レオ・アッティール伝（電撃文庫、KADOKAWA アスキー・メディアワークスBC、2015年6月 - 、既刊4巻）
- 叛逆せよ！ 英雄、転じて邪神騎士（電撃文庫、KADOKAWA アスキー・メディアワークスBC、2017年7月 - 、既刊3巻）

### 角川スニーカー文庫
- てのひらのエネミー （角川スニーカー文庫、角川書店、2004年3月 - 2005年2月、全4巻）
- 交響詩篇エウレカセブン ※小説版 （角川スニーカー文庫、角川書店、2005年11月 - 2006年6月、全4巻）
- 交響詩篇エウレカセブン ポケットが虹でいっぱい ※小説版 （角川スニーカー文庫、角川書店、2009年5月、単巻）
- CANAAN（上）・（下） ※小説版 （角川スニーカー文庫、角川書店、2010年1月 - 2010年3月、全2巻）
- 聖剣の姫と神盟騎士団 （角川スニーカー文庫、角川書店、2013年3月 - 2014年9月、全6巻）
- ブラッディ・ギアス （角川スニーカー文庫、角川書店、2016年3月、単巻）